# Никольская улица (Великий Новгород)
Нико́льская — одна из улиц Великого Новгорода, находится на Торговой стороне, на территории исторического Славенского конца.
Начинаясь у берега Волхова (Набережная Александра Невского), проходит от Ярославова Дворища в восточном
направлении и оканчивается у вала Окольного города. Под прямым углом пересекается с Большая Московской, Михайловой, Славной, Знаменской. Движение транспорта двустороннее.

## История
В XVI веке на месте современной Никольской улицы располагался Большой Государев двор Ивана Грозного, строительство которого было начато в 1572 году, а в 1580 году ещё недостроенный двор сгорел. Oканчивалась улица огородами. 
Современная улица образовалась в XVIII веке в результате перепланировки Торговой стороны.
До начала XX века называлась Николаевской по имени Николо-Дворищенского собора, расположенного рядом, на Ярославовом дворище.
В 1919 году Никольская была переименована в улицу Карла Либкнехта, с 1 апреля 1946 года назвалась Суворовской. 12 сентября 1991 года историческое название было возвращено.
В начале улицы сохранилась историческая застройка XIX—начала XX века. На Никольской расположены: церковь Жён-мироносиц, церковь Прокопия, Медицинский колледж НовГУ, церковь Филиппа апостола и пр.

## Археологические изыскания

### Михайловский (Суворовский) раскоп
- 1970 год. Работы проводились Новгородской археологической экспедицией. Руководители — В. Л. Янин, А. С. Хорошев[1]. Площадь раскопа составила 462 м². Среди множества находок были обнаружены 24 берестяные грамоты.

### Дубошин раскоп
- 1977—1978 год. Работы проводились Новгородской археологической экспедицией. Руководители — В. Л. Янин, В. Г. Миронова, Б. Д. Ершевский[2]. Площадь исследованной территории составила 160 м². Среди прочего было найдено 88 берестяных грамот.